# Шабранский, Виталий Леонидович
Вита́лий Леони́дович Шабра́нский (24 января 1917, Мелитополь — 9 декабря 1992, Химки) — советский учёный и конструктор в области разработки ракетно-космической техники, доктор технических наук (1959), профессор. Лауреат Ленинской премии (1957). Герой Социалистического Труда (1961).

## Биография
Родился 24 января 1917 года в городе Мелитополь.
С 1935 по 1940 год проходил обучение в Харьковском авиационном институте, по окончании которого получил специализацию инженера-механика. С 1940 по 1944 год в течение Великой Отечественной войны работал в Опытном конструкторском бюро Казанского завода № 16 Наркомата авиационной промышленности СССР, в составе конструкторской группы занимался проектированием и производством авиационного двигателя МБ-100.
С 1944 по 1945 год работал конструктором-испытателем жидкостных ракетных двигателей в Опытно-конструкторском бюро реактивных двигателей под руководством В. П. Глушко. С 1945 по 1947 год — директор испытательной станции завода «Форверк-Митте» в городе Леестене, Германия, был одним из организаторов восстановления и последующего испытания ракетных двигателей ФАУ-2.
С 1947 по 1974 год, в течение двадцати семи лет, В. Л. Шабранский был руководителем спецлаборатории для испытаний мощных жидкостных ракетных двигателей первой ступени для ракет-носителей космического назначения в Опытном конструкторском бюро № 456, занимался производством серий жидкостных ракетных двигателей: РД-100, РД-101, РД-103М, РД-111, РД-253, РД-263 и РД-268 для жидкостной одноступенчатой баллистической ракеты средней дальности Р-5М, двухступенчатой жидкостной межконтинентальной баллистической ракеты Р-9 и жидкостного ракетного двигателя для ракеты-носителя тяжёлого класса УР-500.
20 апреля 1956 года Указом Президиума Верховного Совета СССР «за выдающиеся достижения в создании новой техники» Виталий Леонидович Шабранский был награждён Орденом Трудового Красного Знамени.
В 1957 году Постановлением ЦК КПСС и Совета Министров СССР «за создание жидкостного ракетного двигателя РД-103М» Виталий Леонидович Шабранский был удостоен Ленинской премии.
17 июня 1961 года «закрытым» Указом Президиума Верховного Совета СССР «за выдающиеся заслуги в создании образцов ракетной техники и обеспечении первого в мире успешного космического полёта советского человека на корабле-спутнике „Восток“ в 1961 году» Виталий Леонидович Шабранский был удостоен звания Героя Социалистического Труда с вручением Ордена Ленина и золотой медали «Серп и Молот».
25 марта 1974 года Указом Президиума Верховного Совета СССР «за выдающиеся достижения в создании новой техники» был награждён вторым Орденом Трудового Красного Знамени.
В 1974 был назначен заместителем главного конструктора по экспериментальным работам, с 1980 по 1988 год работал научным консультантом генерального конструктора Научно-производственного объединения «Энергия». Помимо основной деятельности занимался и педагогической работой: в 1959 году стал доктором технических наук и профессором Московского авиационного института.
С 1988 года вышел на заслуженный отдых.
Скончался 9 декабря 1992 года в городе Химки Московской области, похоронен на Машкинском кладбище.

## Награды
- Медаль «Серп и Молот» (17.06.1961)
- Орден Ленина (17.06.1961)
- Два Ордена Трудового Красного Знамени (20.04.1956, 25.03.1974)

### Премии
- Ленинская премия (1957)